# Teresa Gómez de Ayala
Teresa Gómez de Ayala, senyora de Santo Domingo el Real de Toledo, (Toledo, 1353 – idem. 31 d'agost, 1424), va ser consellera reial.
Fou un dama espanyola de la cort del rei Pere I de Castella, dit el Cruel o el Justicier, era filla de l'alcalde major de Toledo Diego López de Ayala. Pere I, enamorat de Teresa, la seduí, prometent-li que es casaria amb ella, promesa que no complí, malgrat haber nascut d'aquesta unió una filla. Veient-se burlada; Gómez de Ayala, marxà a Portugal, i allà, es casà amb Juan Núñez d'Aguilar, vassall del rei de Portugal, senyor de la vila de Miranda i del castell de Peña Roia. Va enviudar el 1383 sense haver tingut descendencia amb seu marit.
Havent quedat vídua i sense successió, retorna a Toledo. Des de 1385 fins a 1396, en què professa al convent de Santo Domingo el Real, viu en aquesta ciutat amb la seva filla Maria i gestiona eficaçment el quantiós patrimoni heretat tant de la seva família paterna com del seu marit.
Teresa va morir a l'agost de 1424, i quinze dies més tard va morir la seva filla Maria. Ambdues estan enterrades al convent de Santo Domingo el Real de Toledo, del qual ambdues en foren superiores.